# Tudenia
Tudenia är ett släkte av skalbaggar. Tudenia ingår i familjen vivlar.
Kladogram enligt Catalogue of Life:
| Tudenia | \| \| Tudenia bicolorata \| \| \| \| |
|         | \| \| Tudenia bicolorata \| \| \| \| |
|         | Tudenia bicolorata                   |
|         |                                      |